# Rajaram Vankudre Shantaram
Rajaram Vankudre Shantaram (Kolhapur, 18 novembre 1901 – Mumbai, 30 ottobre 1990) è stato un regista e sceneggiatore indiano.

## Biografia
Conosciuto come V. Shantaram ha vinto l'Orso d'argento, gran premio della giuria al Festival internazionale del cinema di Berlino nel 1958 con Due occhi e dodici mani. I suoi film più conosciuti sono Dr. Kotnis Ki Amar Kahani (1946), Amar Bhoopali (1951), Jhanak Jhanak Payal Baaje (1955), Due occhi e dodici mani (1957), Navrang (1959), Duniya Na Mane (1937), Pinjra (1972), Chani, Iye Marathiche Nagari, Manoos (1939) e Zunj.

## Riconoscimenti
- Mostra internazionale d'arte cinematografica di Venezia
  - 1936 – Candidatura alla Coppa Mussolini per il miglior film straniero per Amar Jyoti
  - 1938 – Candidatura alla Coppa Mussolini per il miglior film straniero per Duniya Na Mane
  - 1947 – Candidatura al Gran Premio Internazionale per il miglior film per Shakuntala e Dr. Kotnis Ki Amar Kahani
  - 1955 – Candidatura al Leone d'oro per Jhanak Jhanak Payal Baaje
- Festival di Cannes
  - 1952 – Candidatura al Grand Prix du Festival per Amar Bhoopali
- Festival internazionale del cinema di Berlino
  - 1958 – Orso d'argento, gran premio della giuria per Due occhi e dodici mani
  - 1958 – Premio OCIC per Due occhi e dodici mani
  - 1958 – Candidatura all'Orso d'oro per Due occhi e dodici mani
- Filmfare Awards
  - 1957 – Miglior regista per Jhanak Jhanak Payal Baaje